# 1046
Початок Високого Середньовіччя  •  Епоха вікінгів  •  Золота доба ісламу  •  Реконкіста  •  Київська Русь

## Геополітична ситуація
Візантію очолює Костянтин IX Мономах. Генріх III править Священною Римською імперією, а Генріх I є
королем Західного Франкського королівства.
Апеннінський півострів розділений між численними державами: північ належить Священній Римській імперії, середню частину займає Папська область, на південь від Римської області лежать невеликі незалежні герцогства, південна частина півострова належить частково Візантії, а частково окупована норманами. Південь Піренейського півострова займають численні емірати, що утворилися після розпаду Кордовського халіфату. Північну частину півострова займають християнські Кастилія, Леон (Астурія, Галісія), Наварра, Арагон та Барселона. Едвард Сповідник править Англією, а Магнус I Норвезький очолює Норвегію та Данію.
У Київській Русі княжить Ярослав Мудрий. Королем Польщі є Казимир I Відновитель. У Хорватії править Степан I. Королівство Угорщина очолив Андраш I.
Аббасидський халіфат очолює аль-Каїм, в Єгипті владу утримують Фатіміди, в Магрибі — Зіріди, почалося піднесення Альморавідів, в Середній Азії правлять Караханіди, Хорасан окупували сельджуки, а Газневіди захопили частину Індії. У Китаї продовжується правління династії Сун. Значними державами Індії є Пала, Чола. В Японії триває період Хей'ан.

## Події

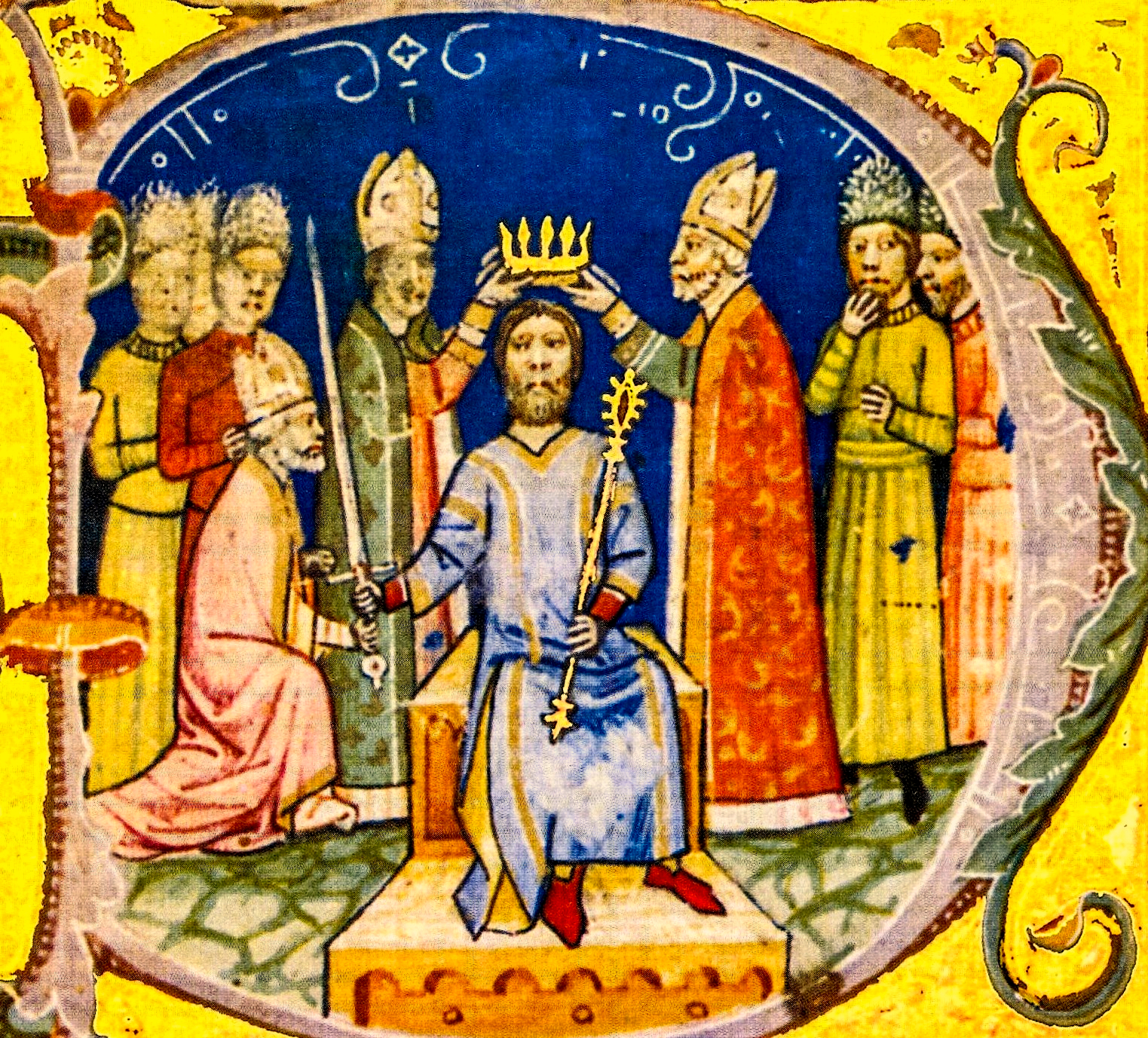
Коронація Андраша I.

- Укладено мир між Візантією та Київською Руссю, яким завершилася війна, що тривала з 1043 року.
- Одруження Всеволода Ярославича з донькою Костянтина Мономаха.
- В Угорщині спалахнуло язичницьке повстання. Мученицькою смертю загинув християнський проповідник Геллерт Сагредо. П'єтро Орсеоло скинули з трону й осліпили. Він помер від ран. Новим королем Угорщини став, повернувшись із Києва, Андраш I.
- Гаральд III Суворий відібрав половину Норвегії у Магнуса I.
- Сутрійський собор звинуватив папу Григорія VI в симонії і змістив його. Новим папою обрано Климента II. Климент II офіційно коронував Генріха III імператором Священної Римської імперії.
- Рухаючись на захід, турки-сельджуки добралися до кордонів Візантійської імперії. Битва під Гянджею і при Васпуракані.
- Ліквідоване графство Дренте. Утворене Утрехтське князівство-єпископство.
- В Грузії зведена церква Саване.
- У Франції в Ренензі засноване абатство Еленберг.